# Walter Schwinkowski
Walter Karl Schwinkowski (* 11. März 1884 in Barten, Ostpreußen; † 14. Februar 1938 in Königsberg) war ein deutscher Numismatiker und Historiker.

## Leben
Walter Karl Schwinkowski wurde am 11. März 1884 im ostpreußischen Barten (heute Barciany) bei Rastenburg als Sohn des Schuldirektors Carl David Schwinkowski und dessen Frau Karoline, geb. Goerke, geboren.
Nach dem Abitur studierte er ab 1904 an der Universität in Königsberg Geschichte, Neuere Sprachen und Volkswirtschaftslehre. Ab 1907 widmete er sich bei Julius Menadier am Münzkabinett der Königlichen Museen zu Berlin der numismatischen Wissenschaft.  1909 promovierte er in Königsberg.
Ab 1. Juli 1909 begann Schwinkowski als Wissenschaftlicher Mitarbeiter im Münzkabinett Dresden unter dem Direktor Jean Louis Sponsel, der damals gleichzeitig das Grüne Gewölbe leitete, zu arbeiten. Zwei Jahre später wurde er zum Direktorialsassistenten berufen und lenkte die Geschicke des Kabinetts. Er beschäftigte sich wissenschaftlich mit wichtigen Etappen der sächsischen Münzgeschichte, insbesondere den meissnischen Brakteaten des 12.–14. Jahrhunderts, den Pfennigen und Hellern bis 1500, der Reichsmünzreform und dem Vertrag von Zinna.
Nach Sponsels Pensionierung im Jahre 1924 und der verwaltungstechnischen wie räumlichen Trennung des Münzkabinetts vom Grünen Gewölbe wurde Schwinkowski zum Kustos und Leiter des Münzkabinetts ernannt. Im Jahre 1927 erhielt er den Professorentitel.
Schwinkowski konzipierte die erste ständige Ausstellung des Münzkabinetts in neuen Räumen im ehemaligen Kanzleigebäude des Stallhofes. Er legte eine Sammlung von Notgeld der Inflationszeit an, die „als ein warnendes Zeichen [...] die Erinnerung an Zeiten tiefster Erniedrigung nach dem Kriege wachhält“, wie sein Kollege Walter Holzhausen vom Grünen Gewölbe und Historischen Museum anerkennend schrieb.

## Publikationen (Auswahl)
- Das Geldwesen in Preußen unter Herzog Albrecht (1525–1569), in: Zeitschrift für Numismatik, 27, Berlin 1909 (Zugl. Königsberg/Pr., Univ., Diss., 1909).
- Die ersten sächsischen Goldgulden und die deutsche Goldprägung im Mittelalter, in: Zeitschrift für Numismatik, Bd. 28, 1910, S. 317–350.
- Die Reichsmünzreformbestrebungen in den Jahren 1665–1670 und der Vertrag von Zinna 1667. Mit besonderer Berücksichtigung der obersächsischen Münz- und Geldgeschichte, in: Vierteljahrschrift für Sozial- und Wirtschaftsgeschichte, Bd. 14, 1916, S. 1–87.
- Das Geld- und Münzwesen Sachsens. Beiträge zu seiner Geschichte, in: Neues Archiv für sächsische Geschichte, Bd. 38, 1917, S. 140–181, 355–395. urn:nbn:de:bsz:14-db-id5016697014 (Digitalisat der SLUB Dresden)
- Inschriften und Medaillen und Denkmünzen des Albertinischen Hauses und Landes Sachsen, in: Jahrbuch des Numismatischen Vereins zu Dresden, 20, 1919, S. 1–40.
- Meißnische Pfennige und Heller der Groschenwährung bis 1500, in: Blätter für Münzfreunde. Monatsschrift für Münz- und Schaumünzkunde. Organ des Numismatischen Vereins zu Dresden, N. F. Ausg. 275, 1925, S. 327–330.
- Der Brakteatenfund von Meißen 1925, in: Blätter für Münzfreunde. Monatsschrift für Münzund Schaumünzkunde. Organ des Numismatischen Vereins zu Dresden, Bd. 61, 1926, S. 449–454.
- Münz- und Geldgeschichte der Mark Meißen und Münzen der weltlichen Herren nach meißnischer Art (Brakteaten) vor der Groschenprägung, Bd. 1, Frankfurt a. M. 1931.
- Die Meißnischen Brakteaten, 1932 (mit Willy Schwabacher).
- Zur Münzgeschichte der ehemaligen Wettinischen Lande um 1180–1230. Der Brakteatenfund von Etzoldshain bei Grimma 1933, Halle 1936